# Coupe Challenge féminine de handball 2017-2018
Navigation
Coupe Challenge 2016-2017 Coupe Challenge 2018-2019
La Coupe Challenge 2016-2017 est la 25e édition de la Coupe Challenge de handball féminin, compétition créée en 1993.

## Formule
La Coupe Challenge est la troisième compétition européenne des clubs derrière la Ligue des champions et la Coupe EHF.
L’épreuve débute par un tour préliminaire opposant 4 équipes qui jouent en match aller-retour et dont les vainqueurs rejoignent en seizièmes de finale les 30 autres équipes directement qualifiées.

## Résultats

### Tour préliminaire
| Date Aller      | Club                   | Aller   | Total   | Retour  | Club          | Date            |
| --------------- | ---------------------- | ------- | ------- | ------- | ------------- | --------------- |
| 14 octobre 2017 | UHC Stockerau          | 20 – 46 | 41 – 83 | 21 – 37 | HC Olimpus-85 | 15 octobre 2017 |
| 14 octobre 2017 | ŽRK Krivaja Zavidovići | 25 – 39 | 44 – 69 | 19 – 30 | ZJRK Bor RTB  | 22 octobre 2017 |

### Seizièmes de finale
| Date Aller       | Club                     | Aller   | Total   | Retour  | Club                    | Date Retour      |
| ---------------- | ------------------------ | ------- | ------- | ------- | ----------------------- | ---------------- |
| 11 novembre 2017 | PAOK Salonique           | 24 – 17 | 54 – 48 | 30 – 31 | OZRK Jedinstvo Tuzla    | 19 novembre 2017 |
| 10 novembre 2017 | Rincon Fertilidad Malaga | 31 – 14 | 68 – 28 | 37 – 14 | ŽRK Metalurg Skopje     | 12 novembre 2017 |
| 11 novembre 2017 | ATV Trofaiach            | 20 – 29 | 39 – 60 | 19 – 31 | ŽORK Jagodina           | 18 novembre 2017 |
| 18 novembre 2017 | Fémina Visé Handball     | 13 – 27 | 23 – 52 | 10 – 25 | Kristianstad HB Klubb   | 19 novembre 2017 |
| 11 novembre 2017 | Lokomotiva Zagreb        | 37 – 19 | 61 – 38 | 37 – 19 | UHC Stockerau           | 19 novembre 2017 |
| 12 novembre 2017 | MKS Lublin               | 54 – 13 | 95 – 31 | 41 – 18 | ZRK Kumanovo            | 13 novembre 2017 |
| 11 novembre 2017 | Colégio João de Barros   | 38 – 16 | 75 – 38 | 37 – 22 | KHF Shqiponja           | 12 novembre 2017 |
| 17 novembre 2017 | Maccabi Arazim Ramat gan | 23 – 28 | 43 – 53 | 20 – 25 | ŽRK Naisa Niš           | 18 novembre 2017 |
| 11 novembre 2017 | Boden Handboll IF        | 34 – 21 | 62 – 42 | 28 – 21 | Helsinki IFK            | 18 novembre 2017 |
| 18 novembre 2017 | K.H.F. Istogu            | 13 – 36 | 34 – 76 | 21 – 40 | HV Quintus              | 19 novembre 2017 |
| 18 novembre 2017 | AC Alavarium             | 26 – 26 | 55 – 52 | 29 – 26 | ZJRK Bor RTB            | 19 novembre 2017 |
| 11 novembre 2017 | Ardeşen GSK              | 36 – 17 | 59 – 40 | 23 – 23 | DHB Rotweiss Thun SPL 1 | 18 novembre 2017 |
| 12 novembre 2017 | Maedilon/VZV             | 26 – 32 | 44 – 64 | 18 – 32 | Rocasa Gran Canaria     | novembre 2017    |
| 11 novembre 2017 | Žalgiris Kaunas          | 42 – 13 | 74 – 34 | 18 – 21 | London GD Handball Club | 18 novembre 2017 |
| 11 novembre 2017 | Spono Eagles             | 28 – 35 | 48 – 58 | 20 – 23 | Zağnos SK               | 12 novembre 2017 |
| 18 novembre 2017 | HB Dudelange             | 15 – 36 | 31 – 68 | 16 – 32 | AZERYOL Handball Club   | 19 novembre 2017 |

### Huitièmes de finale
| Date Aller      | Club                  | Aller   | Total   | Retour  | Club                     | Date Retour     |
| --------------- | --------------------- | ------- | ------- | ------- | ------------------------ | --------------- |
| 27 janvier 2018 | MKS Lublin            | 36 – 12 | 73 – 24 | 37 – 12 | Colégio João de Barros   | 28 janvier 2018 |
| 2 février 2018  | Kristianstad HB Klubb | 30 – 23 | 57 – 41 | 27 – 18 | AZERYOL Handball Club    | 3 février 2018  |
| 3 février 2018  | PAOK Salonique        | 17 – 37 | 37 – 70 | 20 – 33 | Lokomotiva Zagreb        | 4 février 2018  |
| 3 février 2018  | Žalgiris Kaunas       | 28 – 24 | 48 – 49 | 20 – 25 | Rincon Fertilidad Malaga | 10 février 2018 |
| 3 février 2018  | ŽORK Jagodina         | 24 – 34 | 53 – 60 | 29 – 26 | Zağnos SK                | 11 février 2018 |
| 3 février 2018  | AC Alavarium          | 27 – 41 | 49 – 75 | 22 – 34 | Ardeşen GSK              | 11 février 2018 |
| 3 février 2018  | Boden Handboll IF     | 26 – 31 | 45 – 50 | 19 – 19 | Rocasa Gran Canaria      | 11 février 2018 |
| 10 février 2018 | HV Quintus            | 35 – 25 | 74 – 56 | 39 – 31 | ŽRK Naisa Niš            | 11 février 2018 |

### Phase finale
| Équipes             | Équipes                  |
| ------------------- | ------------------------ |
| Lokomotiva Zagreb   | HV Quintus               |
| Rocasa Gran Canaria | Rincon Fertilidad Malaga |
| MKS Lublin          | Kristianstad HB Klubb    |
| Zağnos SK           | Ardeşen GSK              |

|  | Quarts de finale         | Quarts de finale         | Quarts de finale    | Quarts de finale    |                     |                     | Demi-finales | Demi-finales | Demi-finales | Demi-finales |  |  | Finale | Finale | Finale | Finale |
|  |                          |                          |                     |                     |                     |                     |              |              |              |              |  |  |        |        |        |        |
|  |                          |                          |                     |                     |                     |                     |              |              |              |              |  |  |        |        |        |        |
|  |                          |                          |                     |                     |                     |                     |              |              |              |              |  |  |        |        |        |        |
|  | Lokomotiva Zagreb        | Lokomotiva Zagreb        | 26                  | 27                  |                     |                     |              |              |              |              |  |  |        |        |        |        |
|  | Lokomotiva Zagreb        | Lokomotiva Zagreb        | 26                  | 27                  |                     |                     |              |              |              |              |  |  |        |        |        |        |
|  | HV Quintus               | HV Quintus               | 17                  | 24                  |                     |                     |              |              |              |              |  |  |        |        |        |        |
|  | HV Quintus               | HV Quintus               | 17                  | 24                  | Lokomotiva Zagreb   | Lokomotiva Zagreb   | 26           | 25           |              |              |  |  |        |        |        |        |
|  |                          |                          |                     |                     | Lokomotiva Zagreb   | Lokomotiva Zagreb   | 26           | 25           |              |              |  |  |        |        |        |        |
|  |                          |                          | Rocasa Gran Canaria | Rocasa Gran Canaria | 26                  | 25                  |              |              |              |              |  |  |        |        |        |        |
|  | Zağnos SK                | Zağnos SK                | Rocasa Gran Canaria | Rocasa Gran Canaria | 26                  | 25                  | 20           | 25           |              |              |  |  |        |        |        |        |
|  | Zağnos SK                | Zağnos SK                |                     |                     |                     |                     |              | 25           |              |              |  |  |        |        |        |        |
|  | Rocasa Gran Canaria      | Rocasa Gran Canaria      | 25                  | 37                  |                     |                     |              |              |              |              |  |  |        |        |        |        |
|  | Rocasa Gran Canaria      | Rocasa Gran Canaria      | 25                  | 37                  | Rocasa Gran Canaria | Rocasa Gran Canaria | 22           | 23           |              |              |  |  |        |        |        |        |
|  |                          |                          |                     |                     | Rocasa Gran Canaria | Rocasa Gran Canaria | 22           | 23           |              |              |  |  |        |        |        |        |
|  |                          |                          | MKS Lublin          | MKS Lublin          | 22                  | 27                  |              |              |              |              |  |  |        |        |        |        |
|  | Ardeşen GSK              | Ardeşen GSK              | MKS Lublin          | MKS Lublin          | 22                  | 27                  | 23           | 28           |              |              |  |  |        |        |        |        |
|  | Ardeşen GSK              | Ardeşen GSK              |                     |                     |                     |                     |              |              |              |              |  |  |        |        |        |        |
|  | Kristianstad HB Klubb    | Kristianstad HB Klubb    | 26                  | 25                  |                     |                     |              |              |              |              |  |  |        |        |        |        |
|  | Kristianstad HB Klubb    | Kristianstad HB Klubb    | 26                  | 25                  | Ardeşen GSK         | Ardeşen GSK         | 28           | 20           |              |              |  |  |        |        |        |        |
|  |                          |                          |                     |                     | Ardeşen GSK         | Ardeşen GSK         | 28           | 20           |              |              |  |  |        |        |        |        |
|  |                          |                          | MKS Lublin          | MKS Lublin          | 23                  | 36                  |              |              |              |              |  |  |        |        |        |        |
|  | MKS Lublin               | MKS Lublin               | MKS Lublin          | MKS Lublin          | 23                  | 36                  | 18           | 27           |              |              |  |  |        |        |        |        |
|  | MKS Lublin               | MKS Lublin               |                     |                     |                     |                     |              | 27           |              |              |  |  |        |        |        |        |
|  | Rincon Fertilidad Malaga | Rincon Fertilidad Malaga | 19                  | 20                  |                     |                     |              |              |              |              |  |  |        |        |        |        |
|  | Rincon Fertilidad Malaga | Rincon Fertilidad Malaga | 19                  | 20                  |                     |                     |              |              |              |              |  |  |        |        |        |        |
|  |                          |                          |                     |                     |                     |                     |              |              |              |              |  |  |        |        |        |        |

#### Quarts de finale
| Date Aller   | Club              | Aller   | Total   | Retour  | Club                     | Date Retour  |
| ------------ | ----------------- | ------- | ------- | ------- | ------------------------ | ------------ |
| 2 mars 2018  | MKS Lublin        | 18 – 19 | 45 – 39 | 27 – 20 | Rincon Fertilidad Malaga | 4 mars 2018  |
| 3 mars 2018  | Ardeşen GSK       | 23 – 26 | 51 – 51 | 28 – 25 | Kristianstad HB Klubb    | 10 mars 2018 |
| 4 mars 2018  | Lokomotiva Zagreb | 26 – 17 | 53 – 41 | 27 – 24 | HV Quintus               | 10 mars 2018 |
| 10 mars 2018 | Zağnos SK         | 20 – 25 | 45 – 62 | 25 – 37 | Rocasa Gran Canaria      | 11 mars 2018 |

#### Demi-finales
| Date Aller   | Club              | Aller | Total | Retour | Club                | Date Retour   |
| ------------ | ----------------- | ----- | ----- | ------ | ------------------- | ------------- |
| 8 avril 2018 | Ardeşen GSK       | 28–23 | 48–59 | 20–36  | MKS Lublin          | 15 avril 2018 |
| 7 avril 2018 | Lokomotiva Zagreb | 26–26 | 51–5  | 25–25  | Rocasa Gran Canaria | 15 avril 2018 |

#### Finale
| Date Aller | Club                | Aller | Total | Retour | Club       | Date Retour |
| ---------- | ------------------- | ----- | ----- | ------ | ---------- | ----------- |
| 6 mai 2018 | Rocasa Gran Canaria | 22–22 | 45–49 | 23–27  | MKS Lublin | 13 mai 2018 |

## Les championnes d'Europe
| Championne d'Europe - Coupe Challenge 2017-2018 MKS Lublin 1er titre |

## Statistiques
| Rang | Joueuse | Équipe | Buts |
| ---- | ------- | ------ | ---- |
| 1    | ...     | ...    | ..   |
| 2    | ...     | ...    | ..   |
| 3    | ...     | ...    | ..   |